# Emmy Prell
Emmy Prell (* 14. August 1917 als Emma Agnes Wilhelmine Prell in Krefeld; † 12. Februar 1995 in Hadamar) war eine schweizerisch-deutsche Sopranistin, die nach privatem Gesangsunterricht in Zürich bei Melitta Hirzel (1888–1976) und Musikunterricht bei Kapellmeister Max Conrad (1872–1962) in einem ersten Engagement am Stadttheater Zürich in kleineren Partien und einem Probegastspiel am Landestheater Coburg als Fricka in Wagners Rheingold von 1952 bis 1959 am Landestheater Dessau tätig war. Hier entwickelte sie sich zu einem „absoluten Publikumsliebling“ und wirkte „an herausragender Stelle bei den Dessauer Wagner-Festwochen mit“. Danach war sie freischaffend in Frankfurt am Main tätig. 1990 zog sie nach Hadamar um, wo sie 1995 verstarb.

## Leben und künstlerisches Wirken
Als Tochter des schweizerischen Commerzienrats Gerhard Prell und dessen Ehefrau Hedwig wurde sie 1917 in Krefeld geboren, erhielt aber die schweizerische Staatsbürgerschaft ihrer Eltern. Nach Abitur und Internatszeit in Zürich hatte sie dort privaten Gesangsunterricht bei der renommierten Gesangslehrerin Melitta Hirzel, zu deren Schülern u. a. auch ihr Ehemann, der Tenor und spätere sächsische Kammersänger Max Hirzel (1888–1957), und Erna Berger zählten. Zugleich nahm Emmy Prell Musikunterricht bei dem verdienstvollen langjährigen Kapellmeister am Zürcher Opernhaus Max Conrad, der ihr bestätigte, dass sie „ein ausgesucht schönes Stimmmaterial besitzt“. Nach kurzzeitigem Engagement am Zürcher Opernhaus in kleineren Partien wurde sie zu einem Probegastspiel nach Coburg eingeladen. Sie sang hier die Partie der Fricka in Rheingold. Ein Engagement am Landestheater Coburg kam nicht zustande. Dagegen erhielt sie eine Einladung vom Dessauer Intendanten Willy Bodenstein. Dieser hatte sich im Frühjahr 1952 an die Theateragentur Braun in Düsseldorf gewandt mit der Bitte, ihm für sein Theater eine Zwischenfachsängerin zu vermitteln. Der erfahrene Kammersänger Carl Braun (1886–1960) antwortete ihm umgehend und machte ihn auf Emmy Prell aufmerksam, die er ihm wärmstens empfehlen könne: „Sie ist groß, fast zu schlank, herrliche junge Stimme, oben bis zum C alles da.“ Mit erbetener Genehmigung der „Staatlichen Kommission für Kunstangelegenheiten der DDR“ – Emmy Prell kam ja immerhin aus dem „westlichen Ausland“ – wurde sie ab der Spielzeit 1952/1953 am Landestheater Dessau engagiert.
In den sieben Jahren ihres Dessauer Engagements entwickelte sich Emmy Prell zum „absoluten Publikumsliebling“. Bereits in ihrer ersten Spielzeit am Theater sang sie die Elsa in Lohengrin und die Elisabeth in Tannhäuser an der Seite des Heldentenors Dr. Horst Wolf. Mit diesem Sänger hat sie mehr als 115 Mal gemeinsam auf der Bühne gestanden. Darunter als Freia in Rheingold, Sieglinde in der Walküre, als Gutrune in der Götterdämmerung, als Blumenmädchen im Parsifal, als Senta im Fliegenden Holländer, Irene in Rienzi, aber auch als Desdemona in Verdis Othello und in Aida sowie in Puccinis Tosca in den Titelpartien. Als Wagner-Sängerin „wirkte sie zwischen 1953 und 1959 an herausragender Stelle bei den Richard-Wagner-Festwochen mit“, die von 1953 bis 1960 in Dessau jährlich stattfanden. Sie sang bei der deutschen Erstaufführung der Oper Bánk Bán von Ferenc Erkel 1956 in Dessau die Partie der Melinda. In den Horst-Wolf-Inszenierungen Jenůfa von Janáček sang sie 1954 die Titelpartie und 1957 die 1. Dame in Sly von Wolf-Ferrari. Sie sang  1956 in der Festvorstellung der Hochzeit des Figaro anlässlich des 200. Geburtstags von Wolfgang Amadeus Mozart die Partie der Gräfin Almaviva.
Darüber hinaus sang sie die Titelpartie in Halka, die Elvira in Die Stumme von Portici, die Agathe im Freischütz, die Leonore im Troubadour, die Marta in Tiefland von Eugen d’Albert u. a. Ihre letzte Premiere in Dessau war die Santuzza in Cavalleria rusticana 1958. Wenn man bedenkt, dass sie alle diese Partien tatsächlich in Dessau zum ersten Mal auf der Bühne gesungen hat, ist das eine höchst bemerkenswerte Leistung, die diese Sängerin in ihren sieben Dessauer Jahren vollbracht hat.
Am 30. September 1958 bat sie den Dessauer Intendanten in einem kurzen Handschreiben, ihren Vertrag für die nächste Spielzeit nicht zu verlängern, da sie sich „verändern“ möchte. Vorausgegangen waren ihrem Entschluss Irritationen im Verhältnis zu leitenden Mitarbeitern des Theaters. Sie zog mit ihrer Mutter, die in Dessau bei ihr wohnte, nach Frankfurt am Main. Hier fand sie an der Oper eine Situation vor, wie sie sie gerade in Dessau verlassen hatte: An der Oper Frankfurt bestand kein Bedarf an einer (zweiten) Sopranistin, zumal gerade der Stern der späteren Kammersängerin Anny Schlemm aufging. In Frankfurt hatte sie lediglich gelegentliche Gastspiele, aber kein festes Engagement mehr. Aber sie lernte hier 1963 Hans-Joachim Wissenbach kennen, eine Verbindung, die über 32 Jahre bis zu ihrem Tode hielt. Von Frankfurt zog sie 1990 zusammen mit ihrem Lebenspartner nach Hadamar. Fünf Jahre später verstarb sie hier kinderlos nach langer, schwerer Krankheit. Sie wurde auf dem Herzberg-Friedhof von Hadamar bestattet; das Grab ist nicht erhalten. Gleichwohl wird der Sängerin in Hadamar ein ehrendes Andenken bewahrt.
Professionelle Tonaufnahmen mit der Stimme von Emmy Prell sind (bislang) nicht bekannt. Deshalb muss es als großer Glücksfall angesehen werden, dass ihre Stimme auf Tonaufnahmen erhalten ist, die Dr. Horst Wolf Anfang der 1950er Jahre im Dessauer Theater zur Kontrolle seiner Stimme mit einem einfachen Tonbandgerät hat machen lassen. Diese Tonbänder wurden 40 Jahre nach dem Tod des Sängers vom Berliner Toningenieur Christian Zwarg (Fa. truesound-transfers) restauriert, digitalisiert und auf CDs gebracht. Auf diesen Tonträgern ist die Stimme von Emmy Prell zu hören als Elisabeth im Tannhäuser, als Sieglinde in Die Walküre, Elsa in Lohengrin, Senta im Fliegenden Holländer, als Klingsors Zaubermädchen in Parsifal, und in Aida in der Titelpartie.